# أندريا غيرا (ملحن)
أندريا غيرا (بالإيطالية: Andrea Guerra)‏ هو ملحن إيطالي، ولد في 22 أكتوبر 1961 في سانتاركانجيلو دي رومانيا في إيطاليا.

## وصلات خارجية
- أندريا غيرا على موقع IMDb (الإنجليزية)
- أندريا غيرا على موقع ألو سيني (الفرنسية)
- أندريا غيرا على موقع ميوزك برينز (الإنجليزية)
- أندريا غيرا على موقع أول موفي (الإنجليزية)
- أندريا غيرا على موقع قاعدة بيانات الأفلام السويدية (السويدية)
- أندريا غيرا على موقع ديسكوغز (الإنجليزية)
- أندريا غيرا على موقع قاعدة بيانات الفيلم (الإنجليزية)
- أندريا غيرا على موقع كينوبويسك (الروسية)